# 元固
元固（？—527年10月12日），字全安，河南郡洛阳县（今河南省洛阳市东）人，追尊魏景穆帝拓跋晃之孙，使持节、征西大将军、仪同三司、汝阴王拓跋天賜第六子，北魏宗室、官员。

## 生平
太和年间，元固以太子舍人为起家官，转任给事中，出任通直散骑侍郎、散骑侍郎兼任大宗正少卿，升任太子庶子、通直散骑常侍、宗正少卿，又加冠军将军，兼任将作大匠，很快正式出任将作大匠、通直散骑常侍如故，又再度出任宗正少卿，将作大匠如故。元固之后出任征虏将军、东秦州刺史，没能赴任，加号左将军，转任安南将军、大宗正卿，兼领将作大匠，又升任抚军将军、卫尉卿、代理河南尹，转任中军将军、右卫将军，加散骑常侍，出任镇北将军、定州刺史，散骑常侍如故。当时鲜于修礼在博陵起兵，定州危急，北道大都督杨津从灵丘迅速回军南下，杨津的部队刚到定州城下，还没有修筑营寨，定州的守军刚刚败于鲜于修礼的叛军。杨津认为叛军已经利用胜利的时机，魏军士卒疲惫，又没有修筑营寨，不可以抗敌，叛军一定会趁夜攻击，魏军绝对不能保全，杨津就想要把军队驻扎在定州城中，再另谋作战时机。元固声称叛军既然逼迫州城，不可以示弱，就关闭定州城门不让杨津的军队入城。杨津挥刀要斩杀守门人，军队才得以入城。叛军果然当夜就到，见到城外营寨无人后退走。之后，叛军进攻定州城东面，攻入城外小城，元固关闭小城东门，定州城中人心混乱，不敢出城抵御。杨津开门出战，斩杀叛军一名首领，杀死叛军数百人，叛军撤退，城中人心才稍微安定。之后元固出任金紫光禄大夫、太常卿，镇北将军、散骑常侍如故，孝昌三年岁次丁未九月辛酉朔二日壬戍（527年10月12日），元固去世，魏孝明帝元诩诏令追赠使持节、车骑大将军、仪同三司、雍州刺史，十一月庚申朔二日辛卯（527年12月10日）葬于长陵东面。

## 家庭

### 兄弟
- 元逞，北魏冠军将军、齐州刺史
- 元思，北魏乐陵密王
- 元汎略，北魏平东将军、大宗正卿、光禄大夫、东燕县男
- 元脩義，北魏使持节、散骑常侍、都督雍州诸军事、卫大将军、开府、雍州刺史
- 元兴，北魏宗正卿、侍中、开府仪同三司、安定二州刺史
- 元周安，北魏龙骧将军、通直散骑常侍、俊仪县男

### 夫人
- 河南陆氏，北魏使持节、侍中、征西大将军、相州刺史、都督中外诸军事、太保、建安王陆拔孙女，散骑常侍、给事黄门侍郎、太子瞻事、祠部尚书、金紫光禄大夫、司州大中正、太常卿、建安公陆琇之女[3]

### 子女
- 元令男，女儿，孝昌三年虚龄十二[3]
- 元静藏，儿子，孝昌三年虚龄九岁[3]